# Henschel Hs 125
Wie die Hs 121 war auch die Henschel Hs 125 ein Schulflugzeug für Fortgeschrittene, allerdings in der Auslegung als Tiefdecker. Die Henschel Flugzeug-Werke stellten nur zwei Prototypen (D-EKAN, D-IEHA) fertig.

## Entwicklung
Die Entwurfsarbeiten zur Schaffung eines Übungseinsitzers für die Fortgeschrittenenschulung begannen parallel zur Hs 121 am 2. Mai 1933 und wurden von Hans Regelin unter der Leitung von Chefkonstrukteur Friedrich Nicolaus durchgeführt. Am 17. Juli begann der Bau einer Attrappe, die am 14. September des Jahres von Vertretern des Reichsluftfahrtministeriums (RLM) besichtigt wurde. Einen Tag später begann die Planungsphase für den ersten Prototyp Hs 125 V1, der zwei Wochen später am 1. Oktober aufgelegt wurde. Der Erstflug mit dem Kennzeichen D–EKAN erfolgte vom Flugplatz Johannisthal aus am 30. April 1934 durch Nikolaus Scheubel anstelle des eigentlich als Testpiloten vorgesehenen Walter Kneeser, der einige Zeit zuvor am 5. Dezember 1933 bei einem Versuchsflug tödlich verunglückt war. Der zweite Prototyp Hs 125 V2 mit dem Kennzeichen D–IEHA flog erstmals am 18. April 1935 und wurde anschließend mit einem vergrößerten Seitenleitwerk ausgerüstet. Eines der Flugzeuge wurde anlässlich einer Besichtigung am 6. Juni 1935 von Robert von Greim probegeflogen. Die Tests mit der V1 wurden im August 1935 in Johannisthal beendet und das Flugzeug ins Henschel-Werk nach Schönefeld überführt, wo es für Trudelversuche neue Tragflächen erhalten sollte, aber letzten Endes ausgeschlachtet wurde. Die V2 ging ebenfalls nach Schönefeld und wurde dort von Albert Blumensaat nachgeflogen, der dem RLM eine Kaufempfehlung aussprach. Bei einem Höhentestflug im Januar 1936 wurde die V2 nach Motorproblemen bei einer Bruchlandung beschädigt, aber wieder aufgebaut. Sie wurde am 10. Dezember gleichen Jahres an die Deutsche Versuchsanstalt für Luftfahrt verkauft. Flüge mit ihr sind noch im Mai 1939 nachweisbar.

## Aufbau
- Flügel: Tiefdecker, Verspannungen oben zum Rumpf und unten zum Fahrwerk; Ganzmetallflügel, zweiteilig und zweiholmig; Flügelunterseite teilweise stoffbespannt; außen stoffbespannte Querruder, innen Landeklappen mit Schneckengetriebe.
- Rumpf: ovaler Ganzmetallrumpf in Schalenbauweise.
- Leitwerk: normales verspanntes Leitwerk, Metallausführung mit stoffbespannten Rudern.
- Fahrwerk: starres Spornradfahrwerk; Haupträder Federbeinen mit Uerdinger Ringfederung, Streben stützen nach hinten ab, untereinander und zum Flügel hin abgespannt, stromlinienförmig verkleidet, hinten ein Schleifsporn.
- Triebwerk: ein luftgekühlter 8-Zylinder-Motor vom Typ Argus As 10C mit 177 kW (240 PS) Startleistung und einer starren Zweiblatt-Holzluftschraube.

## Technische Daten

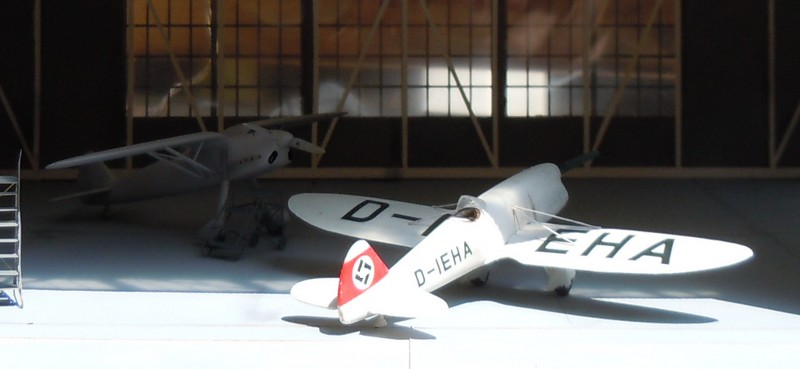
Modellfoto der Hs 125 V2

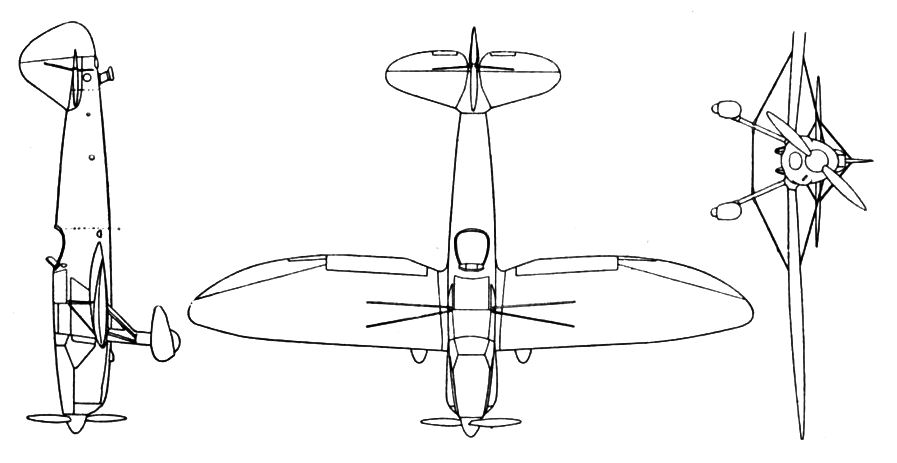
Dreiseitenriss

| Kenngröße             | Daten                                        |
| --------------------- | -------------------------------------------- |
| Besatzung             | 1                                            |
| Länge                 | 7,30 m                                       |
| Spannweite            | 10,00 m                                      |
| Höhe                  | 2,30 m                                       |
| Flügelfläche          | 14,00 m²                                     |
| Flügelstreckung       | 7,14                                         |
| Flächenbelastung      | 69,60 kg/m²                                  |
| Flächenleistung       | 17,12 PS/m²                                  |
| Leistungsbelastung    | 4,06 kg/PS                                   |
| Leermasse             | 695 kg                                       |
| Startmasse            | 975 kg                                       |
| Antrieb               | 1 × Argus As 10C mit 240 PS (177 kW)         |
| Höchstgeschwindigkeit | 280 km/h                                     |
| Landegeschwindigkeit  | 90 km/h                                      |
| Steigzeit             | 4 min auf 2000 m Höhe 10 min auf 4000 m Höhe |
| Dienstgipfelhöhe      | 7000 m                                       |
| Flugdauer             | 2 h                                          |